# Гай Карин
Гай Карин (на латински: Gaius Carrinas; * 80 г. пр.н.е.) e политик и военачалник на късната Римска република през 1 век г. пр.н.е.

## Биография
Той е син на Гай Карин (претор 82 пр.н.е.). Той е наследник на Квинт Цецилий Метел Непот (консул 57 пр.н.е.). Осем години след това през 46 пр.н.е. е претор при Гай Юлий Цезар. През 45 пр.н.е. след битката при Мунда Цезар го праща в Далечна Испания, където няма успех със събраните републиканци от Секст Помпей и Цезар го сменя с Гай Азиний Полион.
След сключването на Втория триумвират през 43 г. пр.н.е. Гай е избран след Октавиан Август за суфектконсул заедно с Гай Карин Публий Вентидий Бас за месеците ноември и декември.
През 41 пр.н.е. той е изпратен от Август като управител в Испания и защитава провинцията от нападките на Богуд, царя на Мавритания.
36 пр.н.е. се бие против Секст Помпей и навлиза с три легиона на остров Липари. След това е проконсул на Галия и покорява морините и прогонва свебите обратно отвъд Рейн.  Затова му дават триумф, който той празнува на 14 юли 28 пр.н.е.